# Караїмська Слобода
Караїмська Слобода, Карайлар-Мааллеси (крим. Qaraylar Maallesı, караїм. Qaraylar Maalle) — місцевість Феодосії, історичне місце давнього компактного проживання караїмів.

## Опис
У старому мальовничому районі міста, Караїмській слободі, на південно-західному схилі гори Мітридат і донині живуть караїми. Збереглося чимало стародавніх невисоких білих будинків, накритих черепицею-сарматкою, що виходять на вузькі вулички слободи.
Центральна вулиця слобідки називається Караїмською. Колись вона вела до караїмської кенаси, розташованої на маленькому майданчику, що називається Фонтанний.
Кенасу знищила радянська авіабомба під час Другої світової війни, фонтан, що дав площі назву, був розібраний у повоєнному 1948 р. Не зберігся й розташований на тій же площі будинок останнього скарбника Кримського ханства Веніаміна Ага; за традицією, цю посаду в ханському уряді обіймали караїми. Будинок Ага був окрасою площі, відрізнявся вишуканими напівкруглими арками веранди, різною дубовою стелею, інкрустованою бронзою й перламутром, та в 1969 р. Його було зруйновано. Перейменували й Караїмську вулицю. За совєтів вона стала вулицею Фурманова, незважаючи на те, що Дмитро Фурманов, автор роману «Чапаєв», у Феодосії навіть не бував.
Частину слобідки, ближчу до середмістя, в 70-ті роки знесли, звівши натомість панельні багатоповерхівки.
Сучасна караїмська громада нині міститься також на слобідці, в напівпідвальному приміщенні багатоповерхівки поруч з мечеттю, де у двох невеликих кімнатах розташувався музей караїмської культури та молитовний зал.

## Історія
Найбільш ранні поховання караїмського цвинтаря у місті датовані XІ ст., а найстарша частково збережена споруда міста — початком Х ст., і ця споруда — синагога хозарського часу.
Етнічний характер назви слободи обґрунтований тим, що в минулому в цьому районі мешкали майже виключно караїми. Хоча караїми населяли всі міста Кримського півострова, про існування окремого кварталу під назвою Караїмська слобода відомо лише у Феодосії. У цьому сенсі Караїмська слобода є унікальною історичною пам'яткою не тільки Феодосії, а й усього Криму.
Всередині цього району на плані міста 1853 р. позначена міська караїмська кенаса й єврейська синагога. Жодна з них не вціліла.
У 1990 році у Феодосійському краєзнавчому музеї була відкрита одна з перших постійних етнографічних експозицій у кримських музеях — зал «Караїмська слобода».